# Świątkowice (Łódź)
Pour les articles homonymes, voir Świątkowice.
Świątkowice est une localité polonaise de la gmina de Lututów, située dans le powiat de Wieruszów en voïvodie de Łódź.